# Atlin Lake
Atlin Lake är en sjö i nordvästra delen av British Columbia, med en liten del i Yukon. Sjön ligger 668 meter över havet och arean är 775 kvadratkilometer. Trakten ingår i den boreala klimatzonen.
Sjön är 104 kilometer lång och 192 meter djup. Atlin Lake har sitt avflöde genom Yukonfloden. Vid dess stränder förekommer bly-, zink-, och silvermalm.